# Греаск
Греаск (фр. Gréasque) — коммуна на юго-востоке Франции в регионе Прованс — Альпы — Лазурный Берег, департамент Буш-дю-Рон, округ Марсель, кантон Аллош.
Площадь коммуны — 6,15 км², население — 3809 человек (2006) с выраженной тенденцией к росту: 4086 человек (2012), плотность населения — 664,4 чел/км².

## Население
Население коммуны в 2011 году составляло 4112 человек, а в 2012 году — 4086 человек.
| 1962 | 1968 | 1975 | 1982 | 1990 | 1999 | 2004 | 2006 | 2009 | 2011 | 2012 |
| ---- | ---- | ---- | ---- | ---- | ---- | ---- | ---- | ---- | ---- | ---- |
| 2073 | 2309 | 2439 | 2674 | 3081 | 3576 | 3705 | 3809 | 4019 | 4112 | 4086 |

Динамика населения:

## Экономика
В 2010 году из 2554 человек трудоспособного возраста (от 15 до 64 лет) 1844 были экономически активными, 710 — неактивными (показатель активности 72,2%, в 1999 году — 67,2%). Из 1844 активных трудоспособных жителей работали 1696 человек (832 мужчины и 864 женщины), 148 числились безработными (77 мужчин и 71 женщина). Среди 710 трудоспособных неактивных граждан 259 были учениками либо студентами, 274 — пенсионерами, а ещё 177 — были неактивны в силу других причин.
На протяжении 2010 года в коммуне числилось 1665 облагаемых налогом домохозяйств, в которых проживало 4015,5 человек. При этом медиана доходов составила 22 тысячи 243 евро на одного налогоплательщика.